# Ястребка (Лоевский район)
Ястребка (бел. Ястрабка) — деревня в Уборковском сельсовете Лоевского района Гомельской области Беларуси.
Рядом торфяное месторождение.

## География

### Расположение
В 19 км на северо-запад от Лоева, 59 км от железнодорожной станции Речица (на линии Гомель — Калинковичи), в 79 км от Гомеля.

## Транспортная сеть
Транспортные связи по просёлочной, затем автомобильной дороге Брагин — Холмеч. Планировка состоит из криволинейной улицы, ориентированной с юго-запада на северо-восток, к центру которой с запада присоединяется короткая прямолинейная улица. Застройка неплотная, деревянная, усадебного типа.

## История
Обнаруженное археологами городище IV—III века до н. э. (в 1,3 км на северо-восток от деревни) свидетельствует о заселении этих мест с давних времён. По письменным источникам известна с XIX века как деревня в Ручаёвской волости Речицкого уезда Минской губернии. В 1879 году селение в Ручаёвском церковном приходе. Согласно переписи 1897 года действовала школа грамоты.
С 8 декабря 1926 года до 30 декабря 1927 года центр Ястребского сельсовета Холмечского, с 4 августа 1927 года Лоевского районов Речицкого с 9 июня 1927 года Гомельского округов. В 1930 году организован колхоз «Советская Беларусь», работала кузница. Во время Великой Отечественной войны оккупанты в 1943 году сожгли 152 двора. Согласно переписи 1959 года в составе совхоза имени В. И. Ленина (центр — деревня Уборок), работала библиотека.

## Население

### Численность
- 1999 год — 38 хозяйств, 60 жителей.

### Динамика
- 1850 год — 16 дворов.
- 1897 год — 42 двора, 365 жителей (согласно переписи).
- 1908 год — 76 дворов, 484 жителя.
- 1930 год — в деревне 44 двора, 208 жителей, на хуторах 32 двора, 350 жителей.
- 1940 год — 159 дворов.
- 1959 год — 289 жителей (согласно переписи).
- 1999 год — 38 хозяйств, 60 жителей.

## Известные уроженцы
- Даниленко, Михась — белорусский писатель.